# The Face Vietnam
The Face Vietnam (tiếng Việt: Gương mặt thương hiệu (từ mùa 1 đến mùa 2), Gương mặt người mẫu (từ mùa 3 đến mùa 4)) là một chương trình truyền hình thực tế về người mẫu của Việt Nam, dựa trên chương trình truyền hình nổi tiếng của Hoa Kỳ. Chương trình là một trong những phiên bản của The Face quốc tế.
Mùa giải đầu tiên có sự góp mặt của Hồ Ngọc Hà, Phạm Hương và Lan Khuê với vai trò huấn luyện viên và Vĩnh Thụy làm người dẫn chương trình, phát sóng vào ngày 18 tháng 6 năm 2016 trên kênh VTV3. Mùa giải thứ hai siêu mẫu Lan Khuê trở lại làm huấn luyện viên cùng với Hoàng Thùy và Minh Tú và Hữu Vi làm người dẫn chương trình, phát sóng vào ngày 11 tháng 6 năm 2017 trên kênh VTV3. Mùa giải thứ ba có sự góp mặt của Võ Hoàng Yến, Thanh Hằng và Minh Hằng với vai trò huấn luyện viên và Nam Trung làm người dẫn chương trình, phát sóng vào ngày 30 tháng 9 năm 2018 trên kênh VTV9 và HanoiTV1. Mùa giải thứ tư trở lại vào năm 2023 với Kỳ Duyên, Minh Triệu, Vũ Thu Phương và Anh Thư làm huấn luyện viên. Nam Trung trở lại làm người dẫn chương trình.
Đương kim Quán quân The Face Vietnam - Gương mặt người mẫu Việt Nam 2023 là người mẫu Huỳnh Tú Anh thuộc đội HLV Anh Thư.

## Dẫn chương trình và huấn luyện viên
| Huấn luyện viên  | Mùa | Mùa | Mùa | Mùa |
| Huấn luyện viên  | 1   | 2   | 3   | 4   |
| ---------------- | --- | --- | --- | --- |
| Hồ Ngọc Hà       | ✔   |     |     |     |
| Phạm Hương       | ✔   |     |     |     |
| Lan Khuê         | ✔   | ✔   |     |     |
| Minh Tú          |     | ✔   |     |     |
| Hoàng Thùy       |     | ✔   |     |     |
| Thanh Hằng       |     |     | ✔   |     |
| Minh Hằng        |     |     | ✔   |     |
| Võ Hoàng Yến     |     |     | ✔   |     |
| Anh Thư          |     |     |     | ✔   |
| Vũ Thu Phương    |     |     |     | ✔   |
| Kỳ Duyên         |     |     |     | ✔   |
| Minh Triệu       |     |     |     | ✔   |
| Dẫn chương trình | Mùa | Mùa | Mùa | Mùa |
| Dẫn chương trình | 1   | 2   | 3   | 4   |
| Vĩnh Thụy        | ✔   |     |     |     |
| Hữu Vi           |     | ✔   |     |     |
| Nam Trung        |     |     | ✔   | ✔   |

## Các mùa thi
| Mùa | Ngày phát sóng      | Quán quân          | Á quân                                                 | Thứ tự loại trừ | Số lượng thí sinh | Điểm đến quốc tế   |
| --- | ------------------- | ------------------ | ------------------------------------------------------ | --- | ----------------- | ------------------ |
| 1   | 18 tháng 6 năm 2016 | Phí Phương Anh     | Ngô Thị Quỳnh Mai Đỗ Trần Khánh Ngân Chúng Huyền Thanh | Tô Uyên Khánh Ngọc, Nguyễn Thị Thành, Nguyễn Thị My Lê, Lê Thị Ngọc Út "Bảo Ngọc", An Nguy, Nguyễn Thị Thu Hiền, Trần Thị Kim Chi, Diệp Linh Châu, Lilly Nguyễn, Trần Thị Ngọc Loan, Lê Hà                            | 15                | Không              |
| 2   | 11 tháng 6 năm 2017 | Nguyễn Bạch Tú Hảo | Trương Mỹ Nhân Đồng Ánh Quỳnh Nguyễn Đặng Tường Linh   | Nguyễn Thị Thiếu Lan, Nguyễn Đặng Khánh Linh, Trình Thị Mỹ Duyên, Phan Quỳnh Như, Lê Trúc Anh (bỏ cuộc), Nguyễn Thiên Nga, Phan Thị Ngọc Ngân, Đặng Phạm Phương Chi                                                   | 12                | Không              |
| 3   | 30 tháng 9 năm 2018 | Mạc Trung Kiên     | Nguyễn Quỳnh Anh Lê Thị Trâm Anh                       | Nguyễn Huy Quang, Brian Trần, Nguyễn Xuân Phúc, Mid Nguyễn, Trần Tuyết Như, Hồ Thu Anh, Nguyễn Thị Lệ Nam, Hoàng Như Mỹ, H'Bella H'Đơk, Tôn Thọ Tuấn Kiệt, Bùi Linh Chi, Trương Thanh Long                            | 15                | Tel Aviv Jerusalem |
| 4   | 4 tháng 6 năm 2023  | Huỳnh Tú Anh       | Võ Minh Toại Bùi Thị Xuân Hạnh Nguyễn Ngọc Phương Vy   | Nguyễn Trần Đức Ân (bỏ cuộc), Nguyễn Hoàng Học, Hồ Hải Triều, Hoàng Kim Ngân, Vũ Tuấn Anh, Phạm Thu Huyền, Lương Thùy Dương, Phạm Tuấn Ngọc, Nguyễn Hương Liên, Nguyễn Thị Cẩm Đan, Lâm Hoàng Oanh, Nguyễn Thanh Trâm | 16                | Không              |

Kí hiệu đội huấn luyện viên
     Thí sinh đội của Hồ Ngọc Hà (Mùa 1)
     Thí sinh đội của Phạm Hương (Mùa 1)
     Thí sinh đội của Lan Khuê (Mùa 1-2)
     Thí sinh đội của Hoàng Thùy (Mùa 2)
     Thí sinh đội của Minh Tú (Mùa 2)
     Thí sinh đội của Thanh Hằng (Mùa 3)
     Thí sinh đội của Minh Hằng (Mùa 3)
     Thí sinh đội của Võ Hoàng Yến (Mùa 3)
     Thí sinh đội của Anh Thư (Mùa 4)
     Thí sinh đội của Thu Phương (Mùa 4)
     Thí sinh đội của Kỳ Duyên & Minh Triệu (Mùa 4)

## Bảng tập các mùa

### Gương mặt thương hiệu

#### Mùa 1
| Huấn luyện viên  | Tập       | Tập       | Tập       | Tập       | Tập       | Tập       | Tập       | Tập       | Tập       | Tập       | Tập       | Tập       |
| Huấn luyện viên  | 1         | 2         | 3         | 4         | 5         | 6         | 7         | 8         | 9         | 10        | 11        | 12        |
| ---------------- | --------- | --------- | --------- | --------- | --------- | --------- | --------- | --------- | --------- | --------- | --------- | --------- |
| Hồ Ngọc Hà       | Top 15    |           |           |           |           |           |           |           |           |           |           |           |
| Lan Khuê         | Top 15    |           |           |           |           |           |           |           |           |           | Không     |           |
| Phạm Hương       | Top 15    |           |           |           |           |           |           |           |           |           |           |           |
| Dẫn chương trình | Vĩnh Thụy | Vĩnh Thụy | Vĩnh Thụy | Vĩnh Thụy | Vĩnh Thụy | Vĩnh Thụy | Vĩnh Thụy | Vĩnh Thụy | Vĩnh Thụy | Vĩnh Thụy | Vĩnh Thụy | Vĩnh Thụy |

     Đội có thí sinh là Quán quân
     Đội có thí sinh là Á quân
     Đội chiến thắng thử thách nhóm
     Đội có thí sinh vào vòng loại nhưng không bị loại
     Đội có thí sinh vào vòng loại và bị loại

#### Mùa 2
| Huấn luyện viên  | Tập    | Tập    | Tập    | Tập    | Tập    | Tập    | Tập    | Tập    | Tập    | Tập    | Tập    | Tập    |
| Huấn luyện viên  | 1      | 2      | 3      | 4      | 5      | 6      | 7      | 8      | 9      | 10     | 11     | 12     |
| ---------------- | ------ | ------ | ------ | ------ | ------ | ------ | ------ | ------ | ------ | ------ | ------ | ------ |
| Lan Khuê         | Top 12 |        |        |        |        |        |        |        |        |        |        |        |
| Minh Tú          | Top 12 |        |        |        |        |        |        |        |        |        |        |        |
| Hoàng Thùy       | Top 12 |        |        |        |        |        |        |        |        |        |        |        |
| Dẫn chương trình | Hữu Vi | Hữu Vi | Hữu Vi | Hữu Vi | Hữu Vi | Hữu Vi | Hữu Vi | Hữu Vi | Hữu Vi | Hữu Vi | Hữu Vi | Hữu Vi |

     Đội có thí sinh là Quán quân
     Đội có thí sinh là Á quân
     Đội chiến thắng thử thách nhóm
     Đội có thí sinh vào vòng loại nhưng không bị loại
     Đội có thí sinh vào vòng loại và bị loại

### Gương mặt Người mẫu Việt Nam

#### Mùa 1
| Huấn luyện viên  | Tập       | Tập       | Tập       | Tập       | Tập       | Tập       | Tập       | Tập       | Tập       | Tập       | Tập       | Tập       | Tập       |
| Huấn luyện viên  | 1         | 2         | 3         | 4         | 5         | 6         | 7         | 8         | 9         | 10        | 11        | 12        | 13        |
| ---------------- | --------- | --------- | --------- | --------- | --------- | --------- | --------- | --------- | --------- | --------- | --------- | --------- | --------- |
| Thanh Hằng       | Top 15    |           |           |           |           |           |           |           |           |           |           |           |           |
| Minh Hằng        | Top 15    |           |           |           |           |           |           |           |           |           |           |           |           |
| Võ Hoàng Yến     | Top 15    |           |           |           |           |           |           |           |           |           |           |           |           |
| Dẫn chương trình | Nam Trung | Nam Trung | Nam Trung | Nam Trung | Nam Trung | Nam Trung | Nam Trung | Nam Trung | Nam Trung | Nam Trung | Nam Trung | Nam Trung | Nam Trung |

     Đội có thí sinh là Quán quân
     Đội có thí sinh là Á quân
     Đội chiến thắng thử thách nhóm
     Đội có thí sinh vào vòng loại nhưng không bị loại
     Đội có thí sinh vào vòng loại và bị loại

#### Mùa 2
| Huấn luyện viên       | Tập       | Tập       | Tập       | Tập       | Tập       | Tập       | Tập       | Tập       | Tập       | Tập       |
| Huấn luyện viên       | 1         | 2         | 3         | 4         | 5         | 6         | 7         | 8         | 9         | 10        |
| --------------------- | --------- | --------- | --------- | --------- | --------- | --------- | --------- | --------- | --------- | --------- |
| Anh Thư               | Top 15    |           |           |           |           |           |           |           |           |           |
| Vũ Thu Phương         | Top 15    |           |           |           |           |           |           |           |           |           |
| Minh Triệu & Kỳ Duyên | Top 15    |           |           |           |           |           |           |           |           |           |
| Dẫn chương trình      | Nam Trung | Nam Trung | Nam Trung | Nam Trung | Nam Trung | Nam Trung | Nam Trung | Nam Trung | Nam Trung | Nam Trung |

     Đội có thí sinh là Quán quân
     Đội có thí sinh là Á quân
     Đội chiến thắng thử thách nhóm
     Đội có thí sinh vào vòng loại nhưng không bị loại
     Đội có thí sinh vào vòng loại và bị loại

## Dự thi quốc tế
- : Đăng quang
- : Finalists
- : Semifinalists

| Cuộc thi                              | Tên                             | Danh hiệu             | Thứ hạng         | Giải thưởng đặc biệt |
| ------------------------------------- | ------------------------------- | --------------------- | ---------------- | --- |
| Miss Eco International 2017           | Nguyễn Thị Thành                | Top 15 (2016)         | 3rd Runner-up    | Top 3 Best Eco Dress Top 4 Miss Sports Top 10 Miss Talent Top 15 Best Resort Wear                                                                               |
| Miss Asia Pacific International 2019  | Nguyễn Thị Thu Hiền             | Top 10 (2016)         | Không đạt giải   | Missosology's Choice |
| Supermodel Me 2013                    | Lilly Nguyễn                    | Top 7 (2016)          | Top 4            | Không |
| The Miss Globe 2017                   | Đỗ Trần Khánh Ngân              | Á quân 2 (2016)       | The Miss Globe   | Top 5 Miss Popular Vote Top 8 Miss Talent |
| Asia's Next Top Model 2016            | Ngô Thị Quỳnh Mai               | Á quân 1 (2016)       | Top 12           | Không |
| Miss Supranational 2017               | Nguyễn Đình Khánh Phương        | Vòng Pick-Team (2017) | Top 25           | Miss Internet |
| Miss Vietnam World France 2019        | Trình Thị Mỹ Duyên              | Top 10 (2017)         | 5th Runner-up    | Không |
| Miss Toursim Queen International 2016 | Đặng Phạm Phương Chi            | Top 5 (2017)          | Top 10           | Không |
| Miss Asia Beauty 2017                 | Nguyễn Đặng Tường Linh          | Á quân 3 (2017)       | Miss Asia Beauty | Không |
| Miss Intercontinental 2017            | Nguyễn Đặng Tường Linh          | Á quân 3 (2017)       | Top 18           | People's Choice Award |
| Miss China Asean on Etiquette 2017    | Trần Tuyết Như                  | Top 11 (2018)         | 1st Runner-up    | Miss Elegence Best Smile |
| Miss Lumiere International World 2017 | Trần Thị Thu Trang (Kikko Chan) | Vòng Pick-Team (2018) | 4th Runner-up    | Best National Costume Facebook Popularity |
| Miss Globe 2017                       | Trần Thị Thu Trang (Kikko Chan) | Vòng Pick-Team (2018) | Top 6            | Miss Evening Dress |
| Miss Global 2018                      | Trần Thị Thu Trang (Kikko Chan) | Vòng Pick-Team (2018) | Không đạt giải   | Không |
| Miss Supertalent of the World 2018    | Trần Thị Thu Trang (Kikko Chan) | Vòng Pick-Team (2018) | Top 10           | Miss Socia Best Vocal |
| Miss China Asean on Etiquette 2018    | Dương Hoàng Bảo Nghi            | Top 36 (2018)         | Top 10           | Miss Media |
| Supermodel Me 2021                    | Nguyễn Quỳnh Anh                | Á quân 1 (2018)       | Supermodel Me    | Không |
| Mister Global 2018                    | Mạc Trung Kiên                  | Quán quân (2018)      | Top 16           | Best Model |
| Miss Cosmo 2024                       | Bùi Thị Xuân Hạnh               | Á quân 1 (2023)       | Top 5            | Best in Evening Gown |
| Mister World 2024                     | Phạm Tuấn Ngọc                  | Top 9 (2023)          | 1st Runner-up    | Top 5 Mister Talent Top 12 Top Model Top 20 Head-to-head Challenge Top 5 Beauty with a Purpose Top 20 Best National Costume Top 17 Multimedia Mister World Asia |